# 氨基葡萄糖
氨基葡萄糖（英語：glucosamine）又称葡萄糖胺、葡糖胺、氨基葡糖，分子結構 C6H13NO5，是由葡萄糖形成的氨基糖，即葡萄糖的一个羟基被氨基取代后的化合物。
氨基葡萄糖是蛋白质或脂類糖基化反应中的重要前体。氨基葡萄糖衍生物N-乙酰氨基葡萄糖是甲殼素的单体，甲壳素广泛存在于节肢动物的外骨骼以及真菌的细胞壁之中。另一种衍生物N-乙酰胞壁酸是组成细菌细胞壁的主要成分。氨基葡萄糖是自然界含量最丰富的单糖之一。工业上通常采用水解甲壳类动物外骨骼制取氨基葡萄糖。氨基葡萄糖经常被用于骨关节炎的膳食辅助治疗，但是疗效仍然有一定争议注：见下文。

## 生化反应
1876年德国外科医师兼药剂学家格奥尔格·莱德豪斯（Georg Ledderhose）第一个从甲壳素的水解产物中分离出氨基葡萄糖，但是直到1939年诺贝尔化学奖得主沃尔特·霍沃思才确定氨基葡萄糖的立体结构。
天然的D-氨基葡萄糖以6-磷酸酯的形式存在，它是所有氨基糖的生化前体。在氨基己糖合成路径的第一步中，由果糖-6-磷酸和谷氨酰胺合成得到氨基葡萄糖-6-磷酸。合成路径的最终产物是尿苷二磷酸-N-乙酰氨基葡萄糖（UDP-GlcNAc），它是糖胺多糖、蛋白多糖、脂多糖等的N-乙酰氨基葡萄糖残基供体。

## 作为保健食品
因为氨基葡萄糖是糖胺聚糖（粘多糖）的前体，而后者是关节软骨的主要成分，如果適當補充葡萄糖胺，可以有效製造軟骨、幫助關節回復彈性並減少骨骼磨擦 。所以氨基葡萄糖常被用于骨关节炎的辅助治疗。补充氨基葡萄糖可能可以帮助改善软骨结构并缓解关节炎，但是目前医学界对其疗效尚无定论。有实验表明，氨基葡萄糖在减缓病痛方面并不比参照组使用的安慰剂更有效。

### 使用
口服氨基葡萄糖的剂量通常是每日1500毫克。市场上销售的氨基葡萄糖是其硫酸盐或盐酸盐的形式，并且与二甲基砜及硫酸软骨素复方使用。

### 安全性
尽管氨基葡萄糖可能无效，但是至少医学界始终认为服用氨基葡萄糖没有危险性。然而，拉瓦尔大学（Université Laval）2011年的研究表明，服用氨基葡萄糖的人，他们不觉得有什么药物有效果时, 往往使用超出推荐的剂量。研究人员初步研究中发现，超过推荐剂量的氨基葡萄糖，可能会损坏胰腺细胞，增加患糖尿病的风险。
然而，一般的產品當中常有鈉鹽含量過多、或是添加防腐劑的問題。儘管服用氨基葡萄糖没有危险性，但這些附加的成份有時會對高年齡的消費者帶來一些副作用。
对虾蟹等甲壳类食物过敏的人士担心氨基葡萄糖会造成過敏反應，但是由于实际上虾蟹的过敏原来自其肉类，所以来自甲壳本身的氨基葡萄糖不会造成此类人士过敏。此外，也有从真菌或谷物发酵制的氨基葡萄糖供担心过敏的人选择。有人认为过多的摄取氨基葡萄糖可能会影响体内正常的氨基己糖生物合成，但是目前的研究还没有表明存在这样的影响。美国國家衛生研究院于2003年还对补充氨基葡萄糖对特定肥胖人群的影响进行了研究，因为此类人群可能在胰岛素抵抗方面对氨基葡萄糖较为敏感。
氨基葡萄糖不是美国食品药品监督管理局批准的人类药物，仅作为膳食添加剂进行管理。在欧洲，氨基葡萄糖被批准为药物，以硫酸盐的形式销售。

## 其他异构体
除了最常见的2-氨基葡萄糖，也存在其它位置的取代葡萄糖。包括：
- 3-氨基葡萄糖：CAS号为7284-37-9
- 4-氨基葡萄糖：CAS号为576-44-3